# Portella de les Valletes
La Portella de les Valletes és una collada de muntanya, portella, situada a 2.293,2 m alt del terme comunal de Porta, de la comarca de l'Alta Cerdanya, a la Catalunya del Nord.
És a la zona nord-oest del terme de Porta, al nord-est de l'Esquella, al sud-est de la Portella de Font Negra, al sud-oest dels Pics de Font Negra i a l'est-sud-est del Pic de Font Negra, o de les Valletes.
La Portella de les Valletes és un indret de pas freqüent de les rutes excursionistes dels Pirineus dels entorns del Pic Negre d'Envalira.